# Barney Richmond
Barney Richmond (* um 1930; † 2004 oder Anfang 2005) war ein US-amerikanischer Jazzmusiker (Kontrabass).

## Leben und Wirken
Barney Richmond spielte ab 1952 in der Band von Johnny Hodges, in der er Lloyd Trotman ersetzte („Tenderly“, Clef); 1955 begleitete er den Sänger Earl King („That’s All I Ask of You“). 1957/58 arbeitete er in New York City u. a. mit Earl Knight & George Kelly („Let It Roll (Let The Good Times Roll)“), Sam „The Man“ Taylor und Roy Eldridge („Embraceable You“), 1962/63 mit Gene Ammons (Nothin’ But Soul), Howard McGhee und Doris Troy. Im Bereich des Jazz war er zwischen 1952 und 1982 an zehn Aufnahmesessions beteiligt, zuletzt mit Lawrence Lucie.